# Valentino Rossi
Valentino Rossi (sinh ngày 16 tháng 2 năm 1979 tại Urbino, Italy), là tay đua xe môtô chuyên nghiệp người Italy, có biệt danh là "The Doctor". Rossi từng vô địch đua xe ở nhiều phân khúc xe khác nhau. Tổng cộng anh đã có 9 lần vô địch thế giới, bao gồm 7 chức vô địch thể thức 500cc/MotoGP, 1 chức vô địch thể thức 250cc và 1 chức vô địch thể thức 125cc.
Rossi chỉ đeo số 46 trong suốt sự nghiệp, anh được công nhận là một trong những tay đua motor vĩ đại nhất mọi thời đại  và đã được trao tặng danh hiệu Huyền thoại MotoGP.

## Sự nghiệp

### Những năm đầu tiên
Valentino Rossi là con trai của cựu đua xe môtô chuyên nghiệp Graziano Rossi, vì vậy anh làm quen với những chiếc xe mô tô mini từ khi còn rất nhỏ (2 tuổi). Nhưng do mẹ anh lo lắng về sự an toàn nên ông bố Graziano đã phải mua chiếc xe kart để cho anh 'chơi'. Vì thế có thể nói tình yêu đua xe đầu tiên của Rossi là từ môn đua xe kart.
Lớn hơn một chút thì Valentino Rossi bắt đầu tham gia các giải karting và đã vô địch một giải đua xe Kart địa phương vào năm 1990. Đây cũng là thời điểm mà anh bắt đầu làm quen trở lại với những chiếc xe mô tô mini và cũng giành được một số chiến thắng.
Rossi tiếp tục đua ở giải kart và xếp thứ năm ở một giải đấu ở Parma. Lúc này thì cả Valentino và Graziano đều muốn tham gia giải đua xe kart 100cc ở cấp độ quốc gia Italy và các giải ở cấp độ châu Âu, với định hướng sẽ trở thành một tay đua Công thức 1. Tuy nhiên do chi phí tham gia các giải đua kart quá cao nên gia đình Rossi quyết định để anh theo nghiệp đua mô tô. Sau đó hoạt động đua xe của Rossi bị gián đoạn khoảng một năm (giai đoạn 1992-1993) do anh bận lịch học văn hóa.
Vào năm 1993, Rossi bắt đầu tham gia giải đua cấp độ quốc gia mang tên 125cc Italian Sport Production Championship bằng chiếc xe Cagiva Mito. Ở cuộc đua 125cc đầu tiên, Rossi bị ngã xe ở góc cua đầu tiên cách cổng pit-lane khoảng 100m, song anh vẫn kịp về đích ở vị trí thứ 9. Còn ở chặng đua cuối cùng ở Misano, Rossi đã giành pole và đã lên podium.
Sang mùa giải thứ hai, Rossi được cung cấp cho chiếc xe xưởng Mito và đã giành được chức vô địch.
Năm 1994, Rossi còn thi đấu một giải đua khác là  Italian 125CC Championship bằng xe Sandroni sử dụng động cơ Rotax. Năm 1995, Rossi chuyển sang sử dụng xe Aprilia, anh đoạt chức vô địch Italian 125CC Championship và hạng ba European Championship.

### Aprilia (125cc và 250cc)
Năm 1996 là mùa giải chuyên nghiệp đầu tiên của Rossi. Ở hai chặng đua liên tiếp là GP Áo và GP Cộng hòa Séc thì anh đã lần lượt giành podium đầu tiên và chiến thắng đầu tiên, giúp cho anh kết thúc mùa giải ở vị trí thứ 9. Rossi có sự tiến bộ vượt bậc ở mùa giải 1997, đã giành được 11 chiến thắng trong tổng số 15 chặng đua để giành chức vô địch đầu tiên trong sự nghiệp.

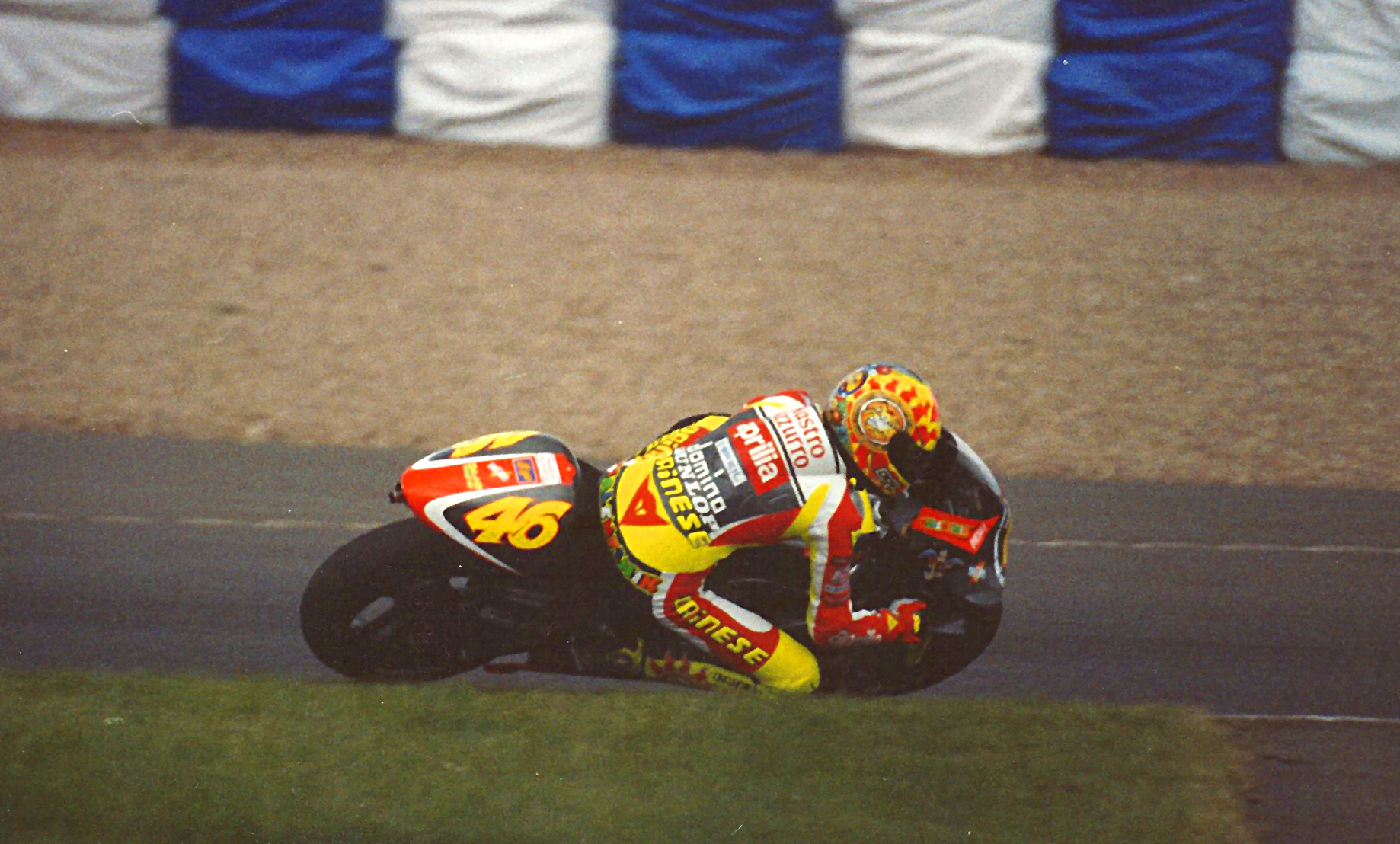
Valentino Rossi ở chặng đuaChặng đua GP Anh 1999

Năm 1998, Rossi chuyển lên thi đấu thể thức 250cc, anh vẫn sử dụng xe Aprilia. Mặc dù giành được 4 chiến thắng liên tục ở cuối mùa giải nhưng Rossi cũng chỉ có thể giành ngôi Á quân, bởi ở đầu mùa giải anh phải bỏ cuộc khá nhiều. Sang năm 1999, Rossi đã cải thiện phong độ, giành được 9 chiến thắng để đoạt chức vô địch lần thứ hai.

### Honda (2000-2003)
Từ năm 2000, Rossi chuyển lên thi đấu ở hạng đấu cao nhất, anh được đội đua Nastro Azzurro cung cấp cho một chiếc xe Honda NSR500. Rossi khởi đầu không quá tốt khi đã phải bỏ cuộc ở hai chặng đua đầu tiên của mình (ở Nam Phi và Malaysia). Nhưng anh nhanh chóng vượt qua những nỗi thất vọng ban đầu và thi đấu ngày càng chững chạc hơn ở các chặng đua kế tiếp. Tổng cộng Rossi có 10 lần bước lên bục podium, trong đó có 2 chiến thắng ở Silverstone và Rio de Janeiro, qua đó giành ngôi Á quân.
Thời kỳ thống trị kéo dài trong 5 năm của Rossi bắt đầu từ năm 2001, với 11 chiến thắng, số 46 đã mang về cho mình chức vô địch thứ ba trong sự nghiệp. Đây cũng là mùa giải cuối cùng mang tên gọi là giải vô địch 500cc vì từ năm 2002, giải đấu được đổi tên thành giải vô địch MotoGP (do động cơ được nâng cấp từ 500cc lên 990cc).

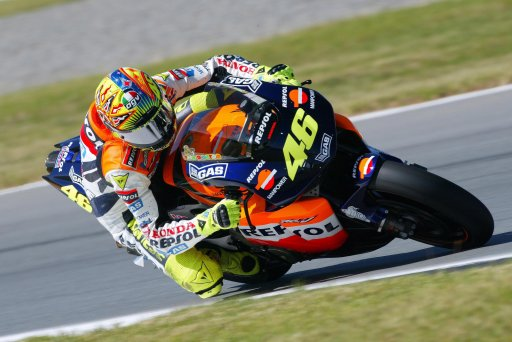
Rossi trên chiếc xe Honda RC211V

Năm 2002, Rossi chuyển sang đội Repsol Honda. Cả mùa giải thì anh chỉ bỏ cuộc một lần ở GP Séc, còn lại toàn về nhất (11 lần) hoặc về nhì (4 lần). Phong độ khủng khiếp của Rossi được duy trì ở mùa giải 2003, anh đã lên podium ở mọi chặng đua (9 chiến thắng).

### Yamaha (2004-2010)
Năm 2004 Rossi bất ngờ chuyển sang đội đua Yamaha, kình địch của Honda. Anh không gặp một chút khó khăn nào trong lần chuyển đội này, đã đoạt thêm 2 chức vô địch nữa vào các năm 2004 và 2005.

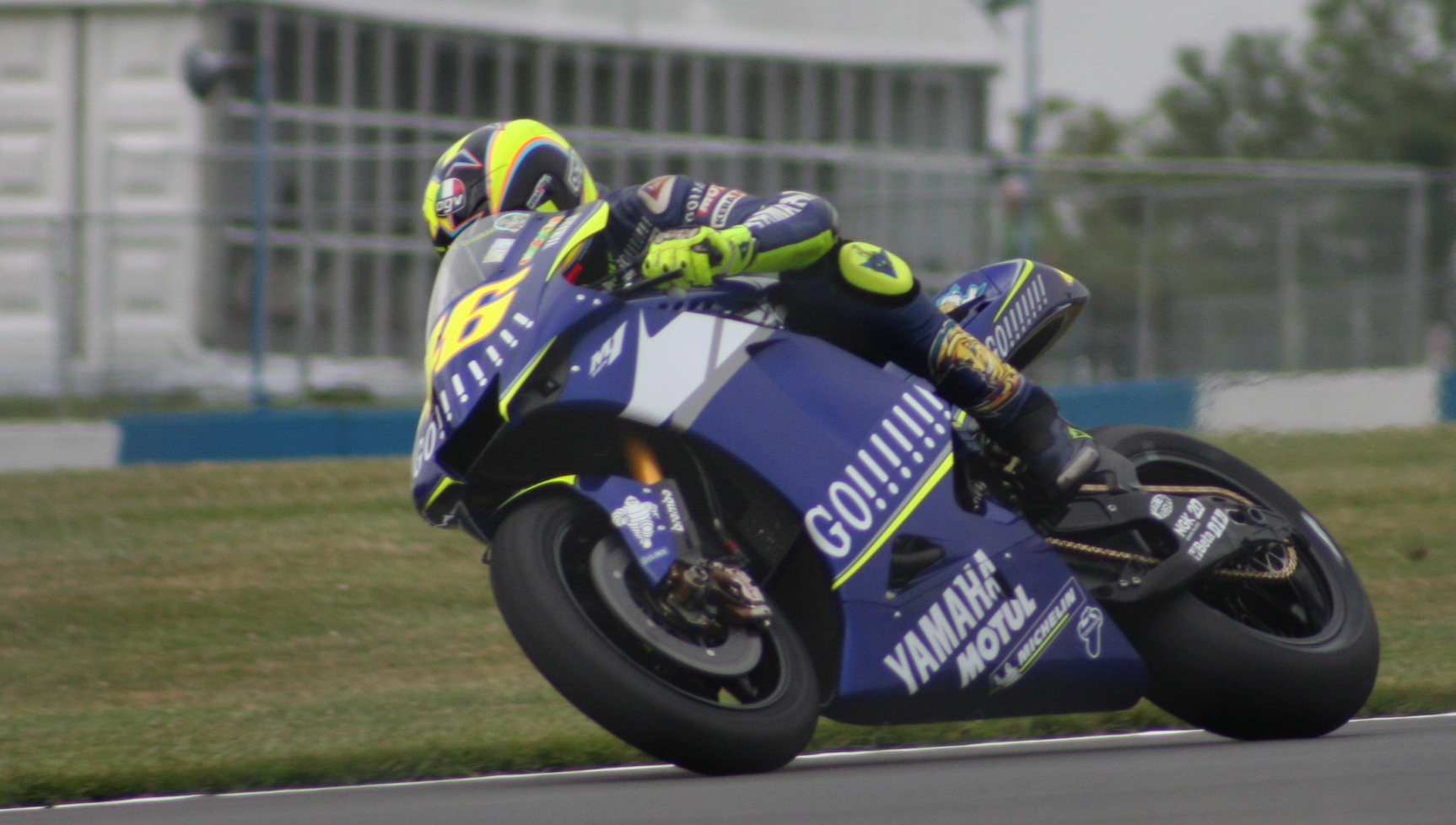
Rossi ở chặng đua Chặng đua GP Anh 2005

Năm 2006, Rossi vẫn là tay đua giành được nhiều chiến thắng nhất mùa giải nhưng lại không có được độ ổn định cần thiết (bỏ cuộc 3 lần, 2 lần khác không vào top-10),  vì thế đã  để mất chức vô địch vào tay Nicky Hayden (người luôn vào top-10 và chỉ bỏ cuộc 1 lần) ở chặng đua cuối cùng GP Valencia. Tình trạng phong độ phập phù của Rossi không được cải thiện ở mùa giải 2007, cùng với sự vươn lên của hai ngôi sao trẻ là Casey Stoner và Dani Pedrosa đã đẩy Rossi xuống vị trí thứ ba chung cuộc.
Năm 2008, Rossi có người đồng đội mới là Jorge Lorenzo. Còn ở trên đường đua, Rossi lấy lại được sự ổn định, anh không bỏ cuộc một chặng đua nào, chỉ có hai lần không lên podium và giành tới 9 chiến thắng, gần như không gặp sự kháng cự nào trên con đường vô địch lần thứ tám.
Sau một mùa giải 'làm quen' thì Lorenzo chính thức trở thành đối trọng của Rossi từ năm 2009, tuy nhiên tay đua người Tây Ban Nha lại bỏ cuộc khá nhiều (4 lần) trong khi Rossi chỉ có 2 lần không ghi điểm (ở Le Mans và Indianapolis). Cộng thêm việc Rossi giành được nhiều chiến thắng hơn Lorenzo, cho nên số 46 đã bảo vệ thành công danh hiệu vô địch. Đây là danh hiệu vô địch thứ 9, cũng là chức vô địch cuối cùng trong sự nghiệp của Rossi.

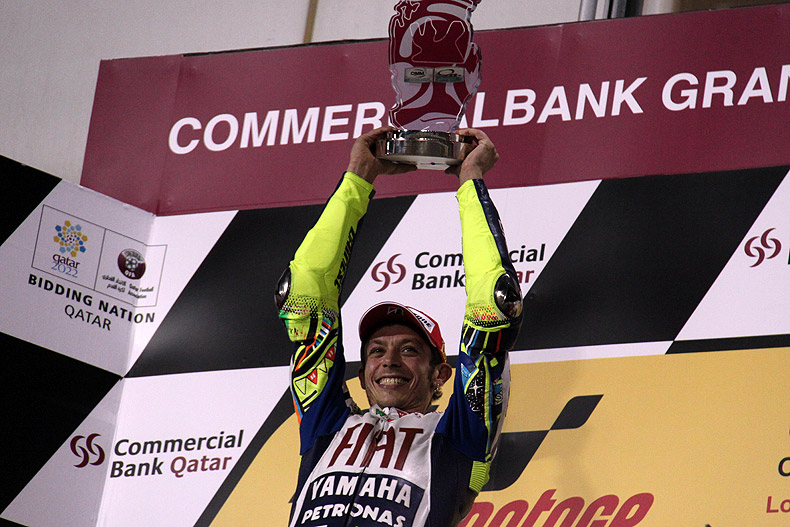
Rossi ăn mừng chiến thắng chặng đua Chặng đua GP Qatar 2010

Năm 2010, mặc dù Rossi đã chiến thắng chặng đua mở màn ở Qatar, nhưng tham vọng bảo vệ danh hiệu vô địch của anh sớm bị dập tắt bởi chấn thương nghiêm trọng ở chặng đua thứ tư trên sân nhà GP Italia, vì nó nên anh phải nghỉ thi đấu tới 4 chặng đua. Sau khi trở lại thi đấu thì Rossi có thêm một chiến thắng ở GP Malaysia. Chung cuộc Rossi đứng thứ ba.

### Không thành công ở Ducati (2011-2012)

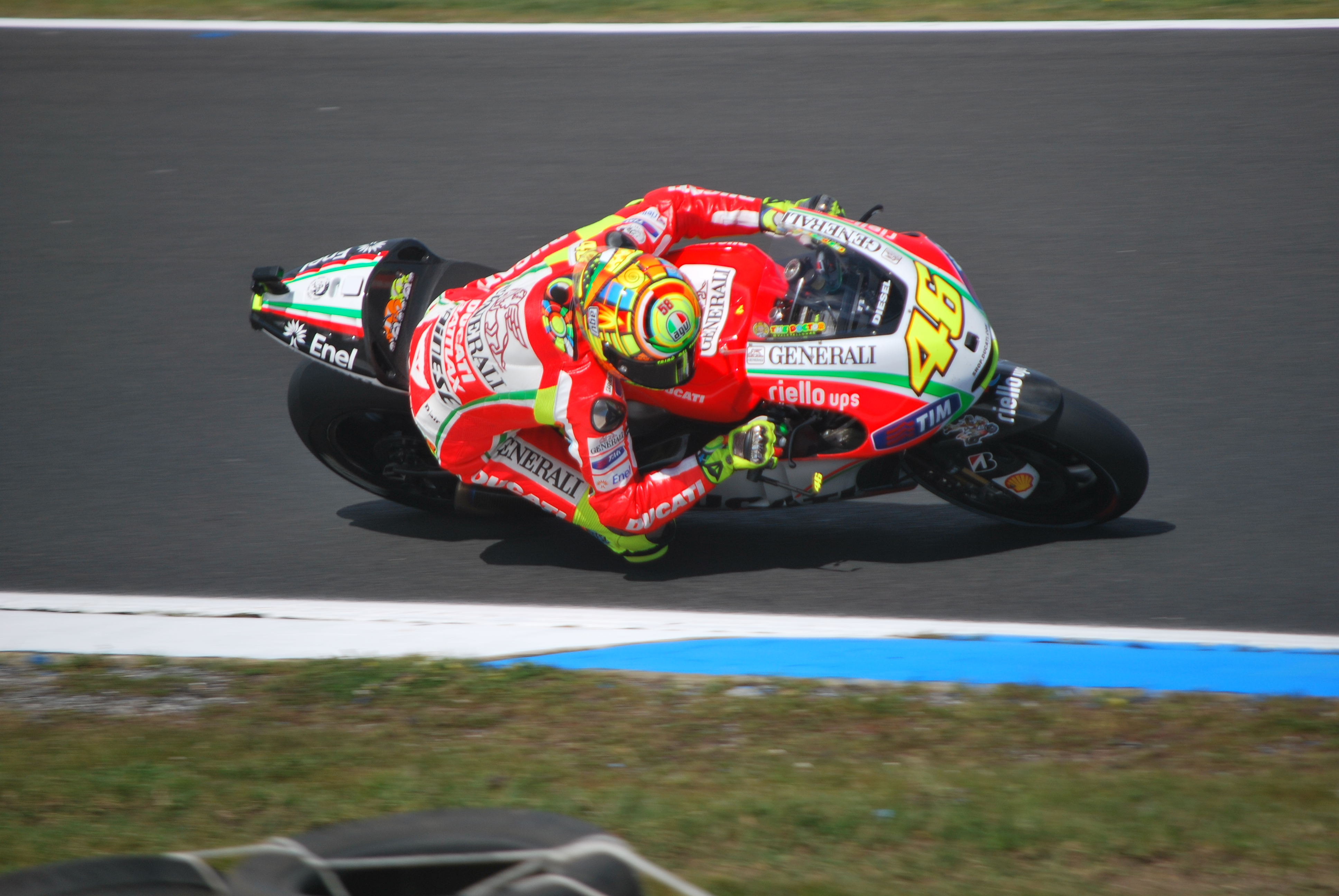
Rossi ở chặng đua Chặng đua GP Úc 2012

Năm 2011 Rossi quyết định chuyển sang đầu quân cho Ducati với mục tiêu tay đua người Ý chiến thắng bằng một chiếc xe Ý. Đáng tiếc là anh đã không thể đạt được mục tiêu này. Trong suốt hai mùa giải, Rossi chỉ có ba lần bước lên bục podium. Điều tích cực ra Rossi luôn hơn điểm người đồng đội Nicky Hayden.
Ở chặng đua MotoGP Tây Ban Nha 2011 Rossi có tình huống chèn ngã Casey Stoner để rồi bị đối thủ trách cứ bằng câu nói nổi tiếng 'tham vọng của anh vượt quá tài năng của anh/your ambition outweighs your talent'.
Một ký ức đáng buồn khác của Rossi trong thời kỳ này là ở chặng đua MotoGP Malaysia 2011, anh và Colin Edwards trực tiếp vướng vào vụ tai nạn khiến cho Marco Simoncelli tử nạn.

### Trở về Yamaha (2013-2020)
Năm 2013, Rossi tái hợp Yamaha, anh không mất quá nhiều thời gian để làm quen trở lại với chiếc xe Yamaha M1. Anh đã lên podium ngay ở chặng đua mở màn-GP Qatar và đã có được chiến thắng đầu tiên sau hơn hai năm ở Assen. Tuy nhiên nếu so sánh với đồng đội Jorge Lorenzo thì Rossi vẫn kém tốc độ hơn nên đã ghi ít hơn gần 100 điểm trên bảng xếp hạng tổng (Rossi xếp thứ tư với 237 điểm, còn Lorenzo xếp thứ hai với 330 điểm).
Năm 2014, Rossi hoàn toàn hòa nhập với Yamaha và cạnh tranh sòng phẳng với Lorenzo. Cuối mùa thì Rossi (Á quân) hơn Lorenzo (hạng ba) 32 điểm. Mùa giải này anh có hai chiến thắng ở GP San Marino và GP Úc.

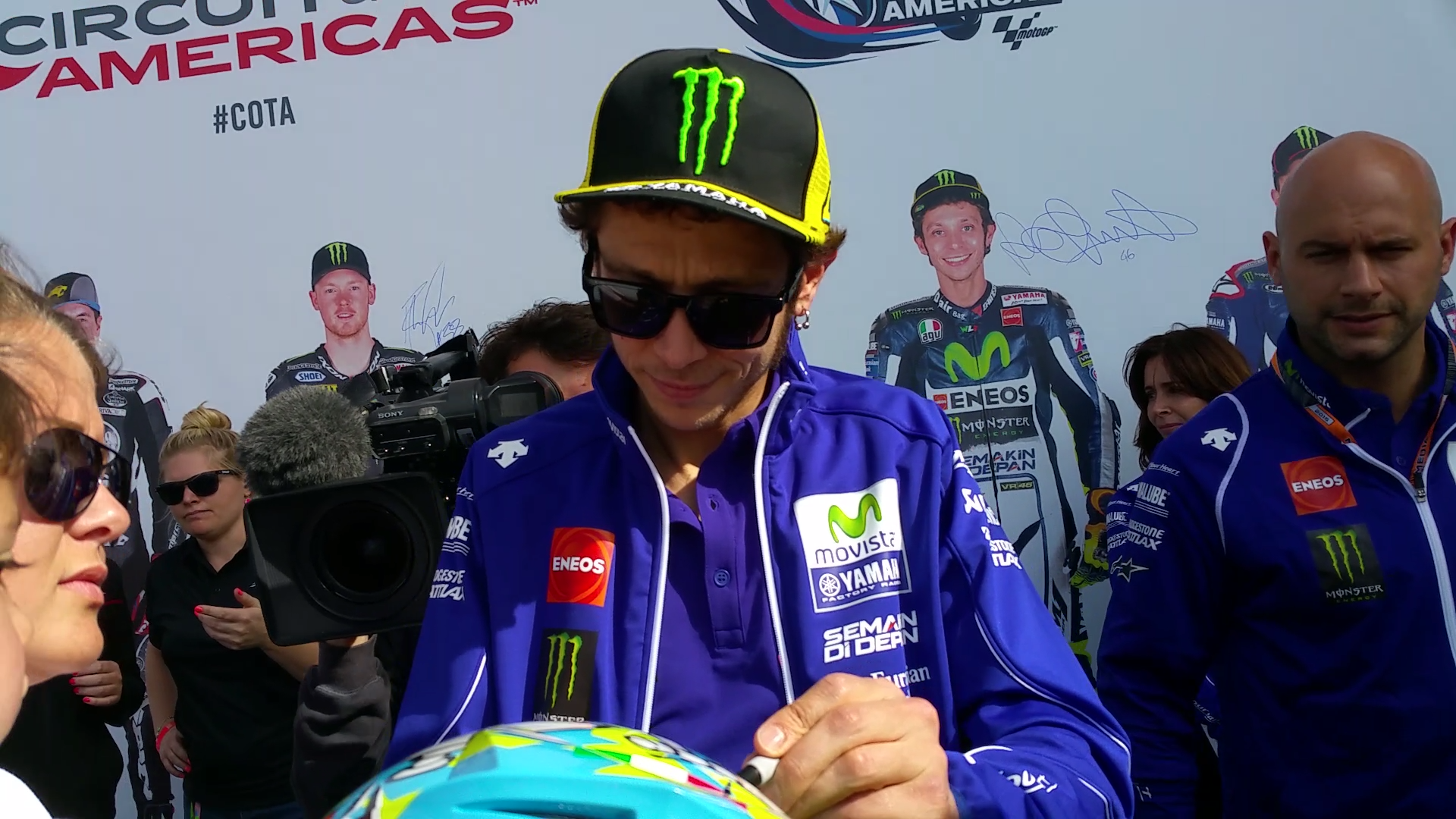
Rossi ký tặng người hâm mộ ở chặng đua 2015 Grand Prix of the Americas

Năm 2015 là mùa giải mà Rossi thực sự hồi xuân. Anh có chuỗi 12 chặng đua lên podium liên tiếp kể từ đầu mùa giải, trong đó có 4 chiến thắng (nếu tính từ cuối mùa giải trước thì chuỗi podium liên tục của Rossi là 16 chặng). Với phong độ tuyệt vời đó mà sau nhiều năm, Rossi lại có cơ hội cạnh tranh danh hiệu vô địch. Do nhà đương kim vô địch ở thời điểm đó là Marc Marquez bị ngã rất nhiều nên đối thủ chính của Rossi là đồng đội Lorenzo.
Trước khi chặng đua áp chót (GP Malaysia) diễn ra, Rossi cáo buộc Marquez muốn hỗ trợ Lorenzo để ngăn anh lên ngôi vô địch. Và ở trong cuộc đua này, vì nghĩ rằng Marquez cố tính giỡn mặt với mình nên Rossi đã đạp ngã Marquez. Cho nên dù đã về đích ở vị trí thứ ba và giữ được ngôi đầu trên bảng xếp hạng tổng nhưng Rossi phải trả giá bởi án phạt phải xuất phát từ vị trí cuối cùng ở chặng đua cuối cùng-GP Valencia, nơi anh cố gắng lắm cũng chỉ cán đích ở vị trí thứ 4, chấp nhận mất chức vô địch vào tay Lorenzo.
Năm 2016, Rossi một lần nữa giành ngôi Á quân, nhưng so với mùa giải 2015 thì anh không thực sự gây được sức ép đáng kể cho tay đua đoạt chức vô địch (lần này là Marc Marquez). Lý do là bởi Marquez thi đấu quá ổn định trong khi Rossi phải bỏ cuộc tới 4 lần, hai trong số đó là ở các chặng đua mà anh đã giành pole (GP Italia và GP Nhật Bản). Dù sao thì Rossi cũng có được hai chiến thắng ở GP Tây Ban Nha và GP Catalunya.
Năm 2017, Rossi có khởi đầu vô cùng mạnh mẽ với ba podium liên tiếp ở ba chặng đua đầu tiên. Kết quả ấn tượng này giúp cho anh vươn lên dẫn đầu bảng xếp hạng tay đua sau ba chặng đua đầu tiên. Anh bị mất vị trí này do bị ngã xe bỏ cuộc ở chặng 5-GP Pháp khi đang cố truy đuổi người đồng đội mới Maverick Vinales. Từ thời điểm đó trở đi thì Rossi thi đấu không quá ổn định, anh chỉ có thêm một chiến thắng ở Assen và hai lần podium. Cộng thêm việc phải nghỉ thi đấu chặng đua GP San Marino do chấn thương nên chung cuộc Rossi chỉ có vị trí thứ 5.
Năm 2018 là mùa giải mà Rossi dù không có được chiến thắng nhưng thi đấu khá ổn định, luôn hoàn thành mọi cuộc đua. kết quả là anh có được vị trí thứ ba chung cuộc. Rossi có năm lần bước lên bục podium, tất cả đều diễn ra ở nửa đầu mùa giải. Có hai chặng đua mà anh không ghi điểm là ở GP Argentina (do bị Marc Marquez phạm lỗi) và GP Malaysia. Rossi cũng có lần pole cuối cùng trong sự nghiệp ngay trên sân nhà GP Italia (đua chính về ba).
Năm 2019, Rossi một lần nữa có kết quả khá tốt ở những chặng đua đầu tiên. Anh đã có hai lần về nhì liên tiếp ở các chặng đua GP Argentina (chặng 2) và GP Americas (chặng 3). Thậm chí là ở GP Americas, Rossi từng có thời điểm dẫn đầu cuộc đua sau khi Marc Marquez bị ngã xe, tiếc rằng sau đó anh lại để Alex Rins vượt. Ở giữa mùa giải, Rossi bị ngã xe ba lần liên tiếp ở GP Italia, GP Pháp và TT Assen, trong đó cú ngã ở Assen đã gây chấn thương cho Takaaki Nakagami nên Rossi phải xin lỗi tay đua người Nhật Bản.
Năm 2020, Rossi bị hư động cơ phải bỏ cuộc ở chặng đua mở màn. Sau đó anh lên podium ở chặng đua thứ hai của mùa giải-GP Andalucia. Đó là podium thể thức MotoGP/500cc thứ 199 của Rossi cũng là podium cuối cùng trong sự nghiệp của anh. Phong độ của anh đi xuống rõ rệt sau chuỗi 3 chặng bỏ cuộc liên tiếp ở GP Emilia Romagna, GP Catalunya và GP Pháp. Hai chặng đua sau đó ở trường đua Aragon là GP Aragon và GP Teruel thì Rossi không thể tham gia do bị mắc COVID-19.

### Năm cuối sự nghiệp ở đội Sepang (2021) và giải nghệ
Năm 2021, Valentino Rossi chấp nhận chuyển xuống đội đua vệ tinh của Yamaha là SRT. Mùa giải này anh thi đấu thật sự chật vật. Và điều gì đến cũng đã đến, ngay sau kỳ nghỉ hè, Rossi thông báo quyết định giải nghệ. Ngày 14 tháng 11 năm 2021, Rossi tham gia chặng đua cuối cùng trong sự nghiệp (GP Valencia), anh cán đích ở vị trí thứ 10.

### Những dấu ấn trong sự nghiệp đua xe
Thương hiệu cá nhân
Valentino Rossi là một trong những tay đua đầu tiên quan tâm đến việc xây dựng thương hiệu cá nhân. Anh chỉ sử dụng số xe 46, lấy biệt danh là The Doctor, chọn màu sắc may mắn là màu vàng chanh. Rossi sử dụng nón bảo hiểm AGV và thường thay đổi hoa văn của nón ở mỗi chặng đua có ý nghĩa đặc biệt đối với anh. Chiếc nón bảo hiểm AGV Soleluna của Rossi là một trong những chiếc nón bảo hiểm nổi tiếng nhất thế giới.
Các môn đua xe khác
Dù đã tham gia giải đua xe hai bánh hạng cao nhất (MotoGP/500cc) nhưng Rossi vẫn thường tham gia các giải đua khác.
Năm 2000 và 2001, Rossi cùng với Colin Edwards tham gia giải đua Suzuka 8 Hours. Họ đã chiến thắng ở năm 2001.
Ngoài ra thì Rossi cũng rất hứng thú với các thể lại đua ô tô. Anh từng 3 lần tham gia chặng đua của giải World Rally hồi năm 2002, 2006 và 2008. Những năm sau đó Rossi thường xuyên tham gia giải đua biểu diễn Monza Rally Show.
Trong những năm cuối sự nghiệp, Rossi từng cùng em trai Luca Marini và người bạn thân Alessio Salucci tham gia một vài chặng đua của thể loại đua xe GT3. Họ đã lên podium chặng đua Bahrain Gulf 12 Hours hồi đầu năm 2021.
Rossi cũng từng có 3 lần được chạy thử xe Công thức 1, trong đó có 2 lần bằng xe Ferrari và 1 lần bằng xe Mercedes.
Tự thành lập đội đua riêng
Từ năm 2014, Rossi đã thành lập học viện đua xe VR46 (VR46 Academy) và đội đua VR46. Từ năm 2022, đội đua VR46 sẽ tham gia thể thức MotoGP.

## Cuộc sống cá nhân
Valentino Rossi sinh ngày 16 tháng 2 năm 1979 ở Urbino, nhưng khi còn nhỏ gia đình anh đã chuyển đến sống tại Tavullia. Anh là con trai của cựu đua xe môtô chuyên nghiệp Graziano Rossi. Rossi có một người em trai cùng mẹ khác cha tên Luca Marini, cũng là một tay đua MotoGP. Hai anh em là đối thủ của nhau ở mùa giải MotoGP 2021.
Rossi chưa lập gia đình. Anh đang cặp kè với người mẫu Francesca Sofia Novello.
Từ nhỏ, Rossi đã lấy tên theo thần tượng của anh - Norifumi Abe - là "Rossifumi".
Ở giải đua 250cc, anh đã lấy biệt danh là "Valentinik", giống như tên của chú vịt Donald bằng tiếng Ý là Paperinik.
Đến giải đua 500cc, anh lấy biệt danh là THE DOCTOR, vì nghề bác sĩ là một nghề rất được kính trọng ở Italy. Anh cũng nói thêm rằng "Từ lúc anh chạy xe 500cc, anh đã đằm tính hơn và không còn hay gây gổ với các đồng đội khác như khi anh còn đua ở giải 125cc và 250cc".
Ngoài đua xe, Rossi là cổ động viên của câu lạc bộ Inter Milan. 

## Thống kê

### Theo mùa giải
| Năm   | Giải đua | Xe                      | Đội đua                      | Số chặng | Chiến thắng | Podium | Pole | FLap | Điểm | Hạng | Vô địch |
| ----- | -------- | ----------------------- | ---------------------------- | -------- | ----------- | ------ | ---- | ---- | ---- | ---- | ------- |
| 1996  | 125cc    | Aprilia RS125           | Scuderia AGV Aprilia         | 15       | 1           | 2      | 1    | 2    | 111  | 9th  | –       |
| 1997  | 125cc    | Aprilia RS125           | Nastro Azzurro Aprilia       | 15       | 11          | 13     | 4    | 7    | 321  | 1st  | 1       |
| 1998  | 250cc    | Aprilia RS250           | Nastro Azzurro Aprilia       | 14       | 5           | 9      | 0    | 3    | 201  | 2nd  | –       |
| 1999  | 250cc    | Aprilia RS250           | Nastro Azzurro Aprilia       | 16       | 9           | 12     | 5    | 8    | 309  | 1st  | 1       |
| 2000  | 500cc    | Honda NSR500            | Nastro Azzurro Honda         | 16       | 2           | 10     | 0    | 5    | 209  | 2nd  | –       |
| 2001  | 500cc    | Honda NSR500            | Nastro Azzurro Honda         | 16       | 11          | 13     | 4    | 10   | 325  | 1st  | 1       |
| 2002  | MotoGP   | Honda RC211V            | Repsol Honda Team            | 16       | 11          | 15     | 7    | 9    | 355  | 1st  | 1       |
| 2003  | MotoGP   | Honda RC211V            | Repsol Honda Team            | 16       | 9           | 16     | 9    | 12   | 357  | 1st  | 1       |
| 2004  | MotoGP   | Yamaha YZR-M1           | Gauloises Fortuna Yamaha     | 16       | 9           | 11     | 5    | 3    | 304  | 1st  | 1       |
| 2005  | MotoGP   | Yamaha YZR-M1           | Gauloises Yamaha Team        | 17       | 11          | 16     | 5    | 6    | 367  | 1st  | 1       |
| 2006  | MotoGP   | Yamaha YZR-M1           | Camel Yamaha Team            | 17       | 5           | 10     | 5    | 4    | 247  | 2nd  | –       |
| 2007  | MotoGP   | Yamaha YZR-M1           | Fiat Yamaha Team             | 18       | 4           | 8      | 4    | 3    | 241  | 3rd  | –       |
| 2008  | MotoGP   | Yamaha YZR-M1           | Fiat Yamaha Team             | 18       | 9           | 16     | 2    | 5    | 373  | 1st  | 1       |
| 2009  | MotoGP   | Yamaha YZR-M1           | Fiat Yamaha Team             | 17       | 6           | 13     | 7    | 6    | 306  | 1st  | 1       |
| 2010  | MotoGP   | Yamaha YZR-M1           | Fiat Yamaha Team             | 14       | 2           | 10     | 1    | 2    | 233  | 3rd  | –       |
| 2011  | MotoGP   | Ducati Desmosedici GP11 | Ducati Team                  | 17       | 0           | 1      | 0    | 1    | 139  | 7th  | –       |
| 2012  | MotoGP   | Ducati Desmosedici GP12 | Ducati Team                  | 18       | 0           | 2      | 0    | 1    | 163  | 6th  | –       |
| 2013  | MotoGP   | Yamaha YZR-M1           | Yamaha Factory Racing        | 18       | 1           | 6      | 0    | 1    | 237  | 4th  | –       |
| 2014  | MotoGP   | Yamaha YZR-M1           | Movistar Yamaha MotoGP       | 18       | 2           | 13     | 1    | 1    | 295  | 2nd  | –       |
| 2015  | MotoGP   | Yamaha YZR-M1           | Movistar Yamaha MotoGP       | 18       | 4           | 15     | 1    | 4    | 325  | 2nd  | –       |
| 2016  | MotoGP   | Yamaha YZR-M1           | Movistar Yamaha MotoGP       | 18       | 2           | 10     | 3    | 2    | 249  | 2nd  | –       |
| 2017  | MotoGP   | Yamaha YZR-M1           | Movistar Yamaha MotoGP       | 17       | 1           | 6      | 0    | 0    | 208  | 5th  | –       |
| 2018  | MotoGP   | Yamaha YZR-M1           | Movistar Yamaha MotoGP       | 18       | 0           | 5      | 1    | 0    | 198  | 3rd  | –       |
| 2019  | MotoGP   | Yamaha YZR-M1           | Monster Energy Yamaha MotoGP | 19       | 0           | 2      | 0    | 1    | 174  | 7th  | –       |
| 2020  | MotoGP   | Yamaha YZR-M1           | Monster Energy Yamaha MotoGP | 12       | 0           | 1      | 0    | 0    | 66   | 15th | –       |
| 2021  | MotoGP   | Yamaha YZR-M1           | Petronas Yamaha SRT          | 18       | 0           | 0      | 0    | 0    | 44   | 18th | –       |
| Total | Total    | Total                   | Total                        | 432      | 115         | 235    | 65   | 96   | 6357 |      | 9       |

### Kết quả chi tiết
| Năm  | Giải đua | Xưởng   | 1       | 2       | 3       | 4       | 5       | 6       | 7       | 8       | 9       | 10      | 11      | 12      | 13      | 14      | 15      | 16      | 17     | 18      | 19     | Hạng | Điểm |
| ---- | -------- | ------- | ------- | ------- | ------- | ------- | ------- | ------- | ------- | ------- | ------- | ------- | ------- | ------- | ------- | ------- | ------- | ------- | ------ | ------- | ------ | ---- | ---- |
| 1996 | 125cc    | Aprilia | MAL 6   | INA 11  | JPN 11  | SPA 4   | ITA 4   | FRA Ret | NED Ret | GER 5   | GBR Ret | AUT 3   | CZE 1   | IMO 5   | CAT Ret | RIO Ret | AUS 14  |         |        |         |        | 9th  | 111  |
| 1997 | 125cc    | Aprilia | MAL 1   | JPN Ret | SPA 1   | ITA 1   | AUT 2   | FRA 1   | NED 1   | IMO 1   | GER 1   | RIO 1   | GBR 1   | CZE 3   | CAT 1   | INA 1   | AUS 6   |         |        |         |        | 1st  | 321  |
| 1998 | 250cc    | Aprilia | JPN Ret | MAL Ret | SPA 2   | ITA 2   | FRA 2   | MAD Ret | NED 1   | GBR Ret | GER 3   | CZE Ret | IMO 1   | CAT 1   | AUS 1   | ARG 1   |         |         |        |         |        | 2nd  | 201  |
| 1999 | 250cc    | Aprilia | MAL 5   | JPN 7   | SPA 1   | FRA Ret | ITA 1   | CAT 1   | NED 2   | GBR 1   | GER 1   | CZE 1   | IMO 2   | VAL 8   | AUS 1   | RSA 1   | RIO 1   | ARG 3   |        |         |        | 1st  | 309  |
| 2000 | 500cc    | Honda   | RSA Ret | MAL Ret | JPN 11  | SPA 3   | FRA 3   | ITA 12  | CAT 3   | NED 6   | GBR 1   | GER 2   | CZE 2   | POR 3   | VAL Ret | RIO 1   | PAC 2   | AUS 3   |        |         |        | 2nd  | 209  |
| 2001 | 500cc    | Honda   | JPN 1   | RSA 1   | SPA 1   | FRA 3   | ITA Ret | CAT 1   | NED 2   | GBR 1   | GER 7   | CZE 1   | POR 1   | VAL 11  | PAC 1   | AUS 1   | MAL 1   | RIO 1   |        |         |        | 1st  | 325  |
| 2002 | MotoGP   | Honda   | JPN 1   | RSA 2   | SPA 1   | FRA 1   | ITA 1   | CAT 1   | NED 1   | GBR 1   | GER 1   | CZE Ret | POR 1   | RIO 1   | PAC 2   | MAL 2   | AUS 1   | VAL 2   |        |         |        | 1st  | 355  |
| 2003 | MotoGP   | Honda   | JPN 1   | RSA 2   | SPA 1   | FRA 2   | ITA 1   | CAT 2   | NED 3   | GBR 3   | GER 2   | CZE 1   | POR 1   | RIO 1   | PAC 2   | MAL 1   | AUS 1   | VAL 1   |        |         |        | 1st  | 357  |
| 2004 | MotoGP   | Yamaha  | RSA 1   | SPA 4   | FRA 4   | ITA 1   | CAT 1   | NED 1   | RIO Ret | GER 4   | GBR 1   | CZE 2   | POR 1   | JPN 2   | QAT Ret | MAL 1   | AUS 1   | VAL 1   |        |         |        | 1st  | 304  |
| 2005 | MotoGP   | Yamaha  | SPA 1   | POR 2   | CHN 1   | FRA 1   | ITA 1   | CAT 1   | NED 1   | USA 3   | GBR 1   | GER 1   | CZE 1   | JPN Ret | MAL 2   | QAT 1   | AUS 1   | TUR 2   | VAL 3  |         |        | 1st  | 367  |
| 2006 | MotoGP   | Yamaha  | SPA 14  | QAT 1   | TUR 4   | CHN Ret | FRA Ret | ITA 1   | CAT 1   | NED 8   | GBR 2   | GER 1   | USA Ret | CZE 2   | MAL 1   | AUS 3   | JPN 2   | POR 2   | VAL 13 |         |        | 2nd  | 247  |
| 2007 | MotoGP   | Yamaha  | QAT 2   | SPA 1   | TUR 10  | CHN 2   | FRA 6   | ITA 1   | CAT 2   | GBR 4   | NED 1   | GER Ret | USA 4   | CZE 7   | RSM Ret | POR 1   | JPN 13  | AUS 3   | MAL 5  | VAL Ret |        | 3rd  | 241  |
| 2008 | MotoGP   | Yamaha  | QAT 5   | SPA 2   | POR 3   | CHN 1   | FRA 1   | ITA 1   | CAT 2   | GBR 2   | NED 11  | GER 2   | USA 1   | CZE 1   | RSM 1   | IND 1   | JPN 1   | AUS 2   | MAL 1  | VAL 3   |        | 1st  | 373  |
| 2009 | MotoGP   | Yamaha  | QAT 2   | JPN 2   | SPA 1   | FRA 16  | ITA 3   | CAT 1   | NED 1   | USA 2   | GER 1   | GBR 5   | CZE 1   | IND Ret | RSM 1   | POR 4   | AUS 2   | MAL 3   | VAL 2  |         |        | 1st  | 306  |
| 2010 | MotoGP   | Yamaha  | QAT 1   | SPA 3   | FRA 2   | ITA DNS | GBR     | NED     | CAT     | GER 4   | USA 3   | CZE 5   | IND 4   | RSM 3   | ARA 6   | JPN 3   | MAL 1   | AUS 3   | POR 2  | VAL 3   |        | 3rd  | 233  |
| 2011 | MotoGP   | Ducati  | QAT 7   | SPA 5   | POR 5   | FRA 3   | CAT 5   | GBR 6   | NED 4   | ITA 6   | GER 9   | USA 6   | CZE 6   | IND 10  | RSM 7   | ARA 10  | JPN Ret | AUS Ret | MAL C  | VAL Ret |        | 7th  | 139  |
| 2012 | MotoGP   | Ducati  | QAT 10  | SPA 9   | POR 7   | FRA 2   | CAT 7   | GBR 9   | NED 13  | GER 6   | ITA 5   | USA Ret | IND 7   | CZE 7   | RSM 2   | ARA 8   | JPN 7   | MAL 5   | AUS 7  | VAL 10  |        | 6th  | 163  |
| 2013 | MotoGP   | Yamaha  | QAT 2   | AME 6   | SPA 4   | FRA 12  | ITA Ret | CAT 4   | NED 1   | GER 3   | USA 3   | IND 4   | CZE 4   | GBR 4   | RSM 4   | ARA 3   | MAL 4   | AUS 3   | JPN 6  | VAL 4   |        | 4th  | 237  |
| 2014 | MotoGP   | Yamaha  | QAT 2   | AME 8   | ARG 4   | SPA 2   | FRA 2   | ITA 3   | CAT 2   | NED 5   | GER 4   | IND 3   | CZE 3   | GBR 3   | RSM 1   | ARA Ret | JPN 3   | AUS 1   | MAL 2  | VAL 2   |        | 2nd  | 295  |
| 2015 | MotoGP   | Yamaha  | QAT 1   | AME 3   | ARG 1   | SPA 3   | FRA 2   | ITA 3   | CAT 2   | NED 1   | GER 3   | IND 3   | CZE 3   | GBR 1   | RSM 5   | ARA 3   | JPN 2   | AUS 4   | MAL 3  | VAL 4   |        | 2nd  | 325  |
| 2016 | MotoGP   | Yamaha  | QAT 4   | ARG 2   | AME Ret | SPA 1   | FRA 2   | ITA Ret | CAT 1   | NED Ret | GER 8   | AUT 4   | CZE 2   | GBR 3   | RSM 2   | ARA 3   | JPN Ret | AUS 2   | MAL 2  | VAL 4   |        | 2nd  | 249  |
| 2017 | MotoGP   | Yamaha  | QAT 3   | ARG 2   | AME 2   | SPA 10  | FRA Ret | ITA 4   | CAT 8   | NED 1   | GER 5   | CZE 4   | AUT 7   | GBR 3   | RSM     | ARA 5   | JPN Ret | AUS 2   | MAL 7  | VAL 5   |        | 5th  | 208  |
| 2018 | MotoGP   | Yamaha  | QAT 3   | ARG 19  | AME 4   | SPA 5   | FRA 3   | ITA 3   | CAT 3   | NED 5   | GER 2   | CZE 4   | AUT 6   | GBR C   | RSM 7   | ARA 8   | THA 4   | JPN 4   | AUS 6  | MAL 18  | VAL 13 | 3rd  | 198  |
| 2019 | MotoGP   | Yamaha  | QAT 5   | ARG 2   | AME 2   | SPA 6   | FRA 5   | ITA Ret | CAT Ret | NED Ret | GER 8   | CZE 6   | AUT 4   | GBR 4   | RSM 4   | ARA 8   | THA 8   | JPN Ret | AUS 8  | MAL 4   | VAL 8  | 7th  | 174  |
| 2020 | MotoGP   | Yamaha  | SPA Ret | ANC 3   | CZE 5   | AUT 5   | STY 9   | RSM 4   | EMI Ret | CAT Ret | FRA Ret | ARA     | TER     | EUR Ret | VAL 12  | POR 12  |         |         |        |         |        | 15th | 66   |
| 2021 | MotoGP   | Yamaha  | QAT 12  | DOH 16  | POR Ret | SPA 17  | FRA 11  | ITA 10  | CAT Ret | GER 14  | NED Ret | STY 13  | AUT 8   | GBR 18  | ARA 19  | RSM 17  | AME 15  | EMI 10  | ALR 13 | VAL 10  |        | 18th | 44   |